# Aart Jansz Druyvesteyn
Aernout ou Aart Jansz Druyvesteyn (1577 – 5 août 1627) est un avocat, peintre du siècle d'or néerlandais, et maire de Haarlem.

## Biographie
Selon Van Mander en 1604, Aart Jansz Druyvesteyn était un jeune peintre paysagiste de talent qui venait d'une bonne famille à Haarlem, peignant en amateur, plutôt que de façon professionnelle. En avril 1606, il épouse Anna de Wael, la fille du maire de Haarlem Johan de Wael. Ils ont deux fils, Jacob, qui suit les traces de son père, et Johannes, mort sans enfants, à Venise, en 1681.
Selon Houbraken, qui reprend Van Mander, Aart Jansz Druyvesteyn est un bon peintre de paysages, en position influente dans l'église réformée hollandaise, avant de finalement devenir maire de Haarlem. Houbraken rapporte qu'il est mort le 5 août 1617, à l'âge de 50 ans.
Cette date est déroutante pour les historiens d'art, les catalogues du musée Frans Hals prétendant qu'il est assis dans un portrait de groupe d'une schutterij de Frans Hals, Le Banquet des officiers de la Compagnie de la milice Saint -Georges (en), peint dix ans plus tard.
Selon le RKD, il peint des paysages et meurt le 5 août 1627. Le portrait de groupe aurait alors été peint juste avant ou après la mort du plus illustre de ses membres.